# Pseudolmedia rigida
Pseudolmedia rigida är en mullbärsväxtart. Pseudolmedia rigida ingår i släktet Pseudolmedia och familjen mullbärsväxter.

## Underarter
Arten delas in i följande underarter:
- P. r. araguensis
- P. r. eggersii
- P. r. rigida